# Fjaler
Fjaler è un comune norvegese della contea di Vestland.